# Paula Gomes
Paulina Catharina "Paula" Gomes-van Achterberg (Batavia, 30 maart 1922 – Rotterdam, 9 juli 2013) was een Nederlands schrijfster en dichteres, die haar jeugd in Nederlands-Indië doorbracht.
Haar jeugd in Nederlands-Indië, de ervaringen tijdens en vlak na de Japanse bezetting en de gedwongen repatriëring naar Nederland hebben de thematiek in haar latere werk sterk beïnvloed.

## Jeugd In Nederlands-Indië
Wegens het feit dat haar vader vanwege zijn werk vaak werd overgeplaatst heeft Paula Gomes op vele plaatsen in Nederlands-Indië gewoond. Het gezin bestond uit een Nederlandse vader, een Indische moeder, Paula en haar oudere broer. Ze had tot aan de oorlog een fijne jeugd (herinneringen zijn verwerkt in haar kinderboek "Aapje, aapje"), waar echter de wreedheid van haar vader ten opzichte van haar oudere broer een schaduw over wierp (zie de briefwisseling met Rudy Kousbroek "Verloren goeling").
Tijdens de oorlog werd ze geïnterneerd in een Jappenkamp, hetgeen onderwerp is van o.a. haar drie romans "Sudah, laat maar","Kind met de clownspop" en "Wie in zijn land niet wonen kan".
Onder begeleiding van het Britse leger vertrok Gomes naar Singapore. Na een abrupt afscheid van haar Britse vriend moest ze vervolgens van daaruit per schip naar Nederland vertrekken.

## Nederland
In Nederland ging Gomes bij de broer van haar vader in Vaassen wonen. Daar leerde ze haar toekomstige echtgenoot Jan Reyer Gomes (1914-1996) kennen.
Ze besloot het schrijversvak weer op te pakken en hield zich daarnaast vanuit haar nieuwe woonplaats Rotterdam bezig met workshops creatieve en expressieve taalontwikkeling op basisscholen en voor groepen volwassenen. Ze maakte vele reizen naar o.a. Frankrijk en Griekenland, maar vooral naar haar geboorteland, het huidige Indonesië. Deze reizen naar Indonesië en het schrijven van gedichten en romans zorgden dat ze ondanks de in haar jonge jaren opgedane littekens, het leven kon oppakken en kon functioneren. Ook haar humor, intelligentie en levenslust hebben hier zeker een bijdrage aan geleverd. 
Tot op hoge leeftijd hield zij lezingen op evenementen als de Pasar Malam Besar en de Indische Winternacht te Den Haag. 
Tijdens haar leven heeft Paula Gomes decennialang 30 maart 1932 als haar geboortedatum aangehouden. Dit bleek achteraf 1922 te zijn geweest. Ze stierf op 9 juli 2013 op 91-jarige leeftijd. "Een rijstvogeltje is weggevlogen".

## Thematiek
Terugkerende thema's in het literaire werk van Paula Gomes zijn ontheemding, pijn bij een afscheid, angst, kracht uit kleine dingen putten.